# 安多馬河
61°12′50″N 36°51′07″E / 61.214°N 36.852°E
安多馬河（俄语：Андома），是俄羅斯的河流，位於該國西北部沃洛格達州，流經維捷格拉區，最終注入奧涅加湖，河道全長156公里，流域面積2,570平方公里。